# Dreizehenspecht
Der Dreizehenspecht (Picoides tridactylus) ist eine der zwölf Arten der Gattung Picoides innerhalb der Unterfamilie der Echten Spechte. Die meist in 8 Unterarten differenzierte Art ist in der borealen Paläarktis vertreten. Die vorher zur Art Picoides tridactylus gerechneten nearktischen Vertreter werden heute als eigenständige Art Fichtenspecht (Picoides dorsalis) betrachtet. Die nordeuropäischen Vorkommen von Picoides tridactylus gehören zur Nominatform, während die mittel- und südosteuropäischen Reliktvorkommen zur Unterart P. t. alpinus gerechnet werden.
Der Dreizehenspecht ist etwas kleiner als ein Buntspecht und auf Grund des Fehlens jeglichen Rots in der Gefiederfärbung gut bestimmbar. Er bewohnt alte, totholzreiche Nadelwälder, in denen er sich hauptsächlich von holzbewohnenden Käferlarven ernährt. In Mittel- und Südosteuropa ist sein Vorkommen auf montane bzw. subalpine Lagen beschränkt. Er scheint in seinem gesamten Verbreitungsgebiet nirgendwo häufig zu sein, gilt aber laut IUCN als ungefährdet.

## Aussehen
Das Gefieder des knapp buntspechtgroßen Baumspechtes (Körperlänge 20 bis 22 Zentimeter) weist keine Rot- oder Rosatöne auf. Trotz der zwischen den Rassen sehr unterschiedlichen Verteilung der schwarzen und weißen Gefiederanteile wirken Dreizehenspechte eher dunkel. Kennzeichnend  sind die dunklen Wangen und der helle, gelbliche Bart- und der weiße Überaugenstreif. Der Überaugenstreif verläuft V-förmig in den Nacken, wo er bei den helleren borealen Unterarten in den weißen bis weiß-gescheckten Rücken einmündet, bei einigen ostasiatischen sowie der heimischen Unterart alpinus am schwarzen Oberrücken endet. Das Bauchgefieder ist bei den meisten Unterarten schwarz-weiß gesperbert, bei einigen ostasiatischen Subspezies aber auch fast zeichnungslos dunkel. Die Deckfedern der Flügel sind schwarz, ohne weiße Schulterabzeichen, die Handschwingen weisen eine schwarz-weiße Bänderung auf, ebenso die äußeren Steuerfedern. Nicht immer deutlich ist der gelbe bis orangegelbe Scheitel des Männchens zu erkennen. Beim etwas matter gezeichneten Weibchen ist der Scheitel schwarzgrau und wirkt etwas bereift. In der Größe unterscheiden sich die Geschlechter nicht. Insgesamt ist die Art feldornithologisch gut bestimmbar. Das dunkle Wangenfeld und das Fehlen von Rottönen und weißen Schulterabzeichen sind die besten Erkennungsmerkmale.
Die bei den meisten Kletterspechten weitgehend funktionslose, fest nach hinten gerichtete Zehe ist bei dieser Art äußerlich völlig zurückgebildet und wird durch eine optional nach hinten stehende Zehe ersetzt. Beim normalen Auf- bzw. Abwärtsklettern stehen zwei Zehen nach vorne und eine nach hinten. Beim – bei dieser Art besonders häufigen – spiraligen Klettern stehen die drei Zehen etwa im rechten Winkel zueinander.
Lediglich Fichtenspecht und Schwarzrückenspecht haben ebenfalls nur drei Zehen. 

## Stimme
Der Dreizehenspecht ist viel seltener zu hören als der Buntspecht. Insgesamt sind die Lautäußerungen (bis auf das Trommeln) auch leiser und gedämpfter als bei diesem. Häufigster Ruf ist ein gedämpftes, buntspechtähnliches Güg oder Gügg, zuweilen auch härter Kük. Beim Schelten (langsamer als beim Buntspecht) werden mehrere Elemente meist in leicht abfallender Tonreihe aneinandergereiht. Daneben verfügt die Art über eine Reihe von trillernden und keckernden Lautäußerungen.

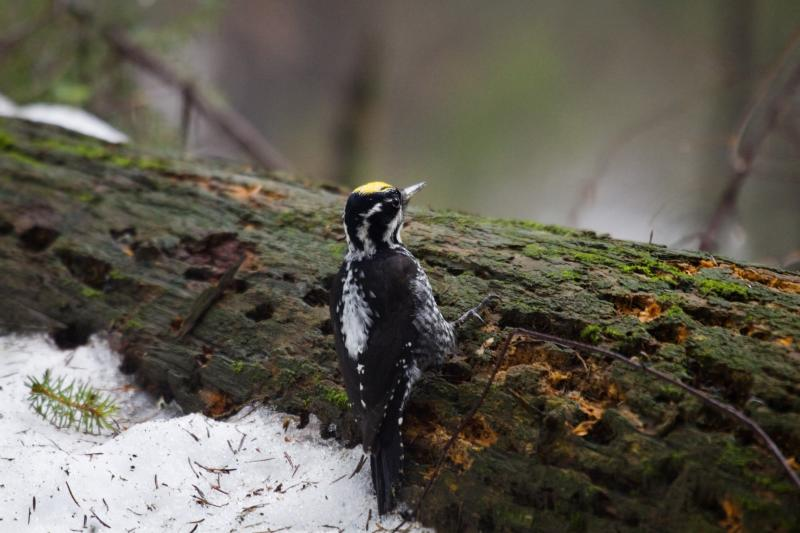
Männchen mit gut erkennbarem gelben Oberkopf

Das Trommeln, das von beiden Geschlechtern praktiziert wird, unterscheidet sich recht gut von dem des Buntspechtes, ist aber dem des Weißrückenspechtes sehr ähnlich. Die einzelnen Wirbel sind sehr lang (im Mittel etwa 1,3 Sekunden bei 20 Schlägen), wobei die Frequenz der letzten 5 Schläge deutlich beschleunigt ist. Diese Beschleunigung der Frequenz stellt außer der wesentlich kürzeren Dauer der Trommelwirbel ein gutes Unterscheidungsmerkmal zum Weißrückenspecht dar. Verpaarte Spechte verständigen sich mit langsamen Trommelwirbeln.

Junge und Adult, Fütterung.

## Verbreitung

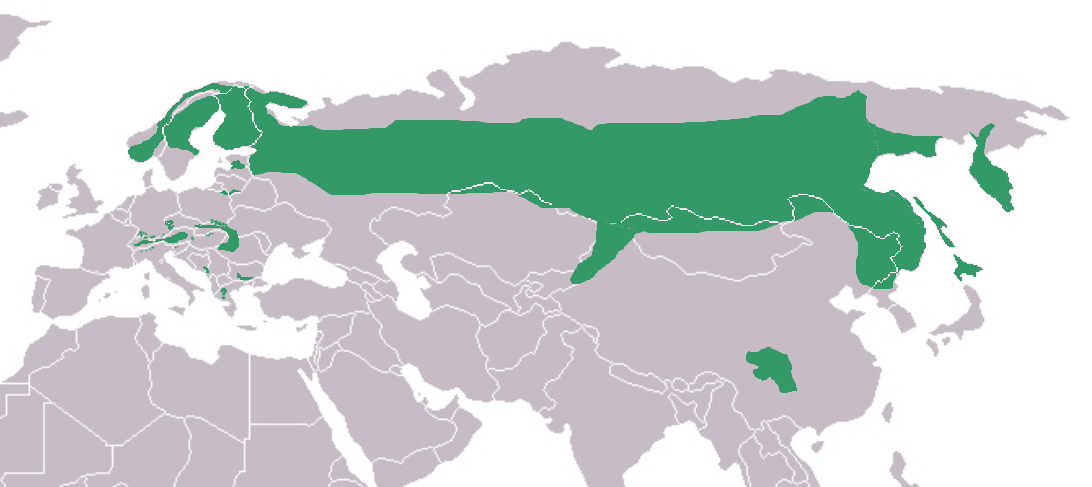
Verbreitung des Dreizehenspechtes
grün: Jahresvogel

Der Dreizehenspecht ist im borealen Wald der gesamten Paläarktis verbreitet. Er bewohnt den gesamten nördlichen Nadelwaldgürtel von Nordost-Polen, dem Baltikum und Mittelskandinavien ostwärts bis Kamtschatka, Sachalin und Hokkaidō. Isoliert vom geschlossenen Verbreitungsgebiet bestehen Vorkommen in Westchina, vor allem im Tianshan, sowie in einigen Gebirgslagen Europas.
Die als eiszeitliche Reliktvorkommen angesehenen mitteleuropäischen und südosteuropäischen Verbreitungsgebiete umfassen subalpine bis alpine Lagen in den Alpen, den Karpaten, dem Dinarischen Gebirge sowie den Rhodopen. Brutverdacht besteht auch in einigen Gebirgslagen Griechenlands.

## Systematik
Die Übergänge zwischen den verschiedenen Unterarten verlaufen klinal, in den Kontaktzonen sind Mischformen verbreitet. Insgesamt ist die Gliederung der Unterarten des Dreizehenspechtes nicht sehr einfach, da auch in den Kerngebieten der Verbreitung einer Unterart beträchtliche individuelle Unterschiede auftreten.
- Unterarten der nördlichen Paläarktis: Meist sehr kräftiger Schnabel, (fast) ungefleckter weißer unterer Rücken, relativ kontrastarme und hellere Seitenzeichnung. Die Unterarten werden von West nach Nordost heller, P. t. albidor weist einen fast zeichnungslosen weißen Bauch auf. Nach Südosten hin wird die Gefiederfärbung jedoch wieder deutlich dunkler.
  - P. t. tridactylus:  Die Nominatform von Skandinavien bis zum Ussuri.
  - P. t. crissoleucus:  Nordtaiga vom Ural ostwärts bis ins nördliche Amurgebiet.
  - P. t. albidor:      Isolierte Vorkommen auf der südlichen Kamtschatka und einigen benachbarten Inseln; möglicherweise besiedelt diese Unterart auch die nördlichsten japanischen Inseln.

- Südost- bzw. südpaläarktische Unterarten, sowie P. t. alpinus. Diese Vögel sind etwas kleiner als die borealen Unterarten und insgesamt dunkler. Die Schwarz-Weißverteilung variiert.
  - P. t. alpinus und P. t. tienschanicus: Trotz des großen Verbreitungsabstandes nur geringe Färbungsdifferenzen – siehe Beschreibung weiter oben.
  - P. t. funebris: Diese kleine Unterart aus Westchina weist nur mehr spärliche Weißzeichnungen auf. Die übrigen südostasiatischen Unterarten sind ebenfalls kleiner und dunkler als die borealen, aber nicht so extrem dunkel gefärbt wie P. t. funebris
  - 3. Foto - Wahlfeld rechts unten: funebris - Weibchen;

Die drei nordamerikanischen Unterarten des Fichtenspechts (P. dorsalis dorsalis, P. d.  bacatus und P. d. fasciatus) wurden früher ebenfalls als Unterarten des Dreizehenspechtes betrachtet. Bei einer molekulargenetischen Untersuchung der Mitochondrialen DNA wurde jedoch festgestellt, dass die eurasischen und die nordamerikanischen Unterarten jeweils deutlich voneinander abgegrenzte monophyletische Gruppen bilden und die genetische Distanz ausreichend groß ist, um beiden Gruppen Artstatus zu verleihen. Die nordamerikanischen Unterarten wurden daher als eigene Art Picoides dorsalis vom Dreizehenspecht abgetrennt.

### Verbreitung in Mitteleuropa

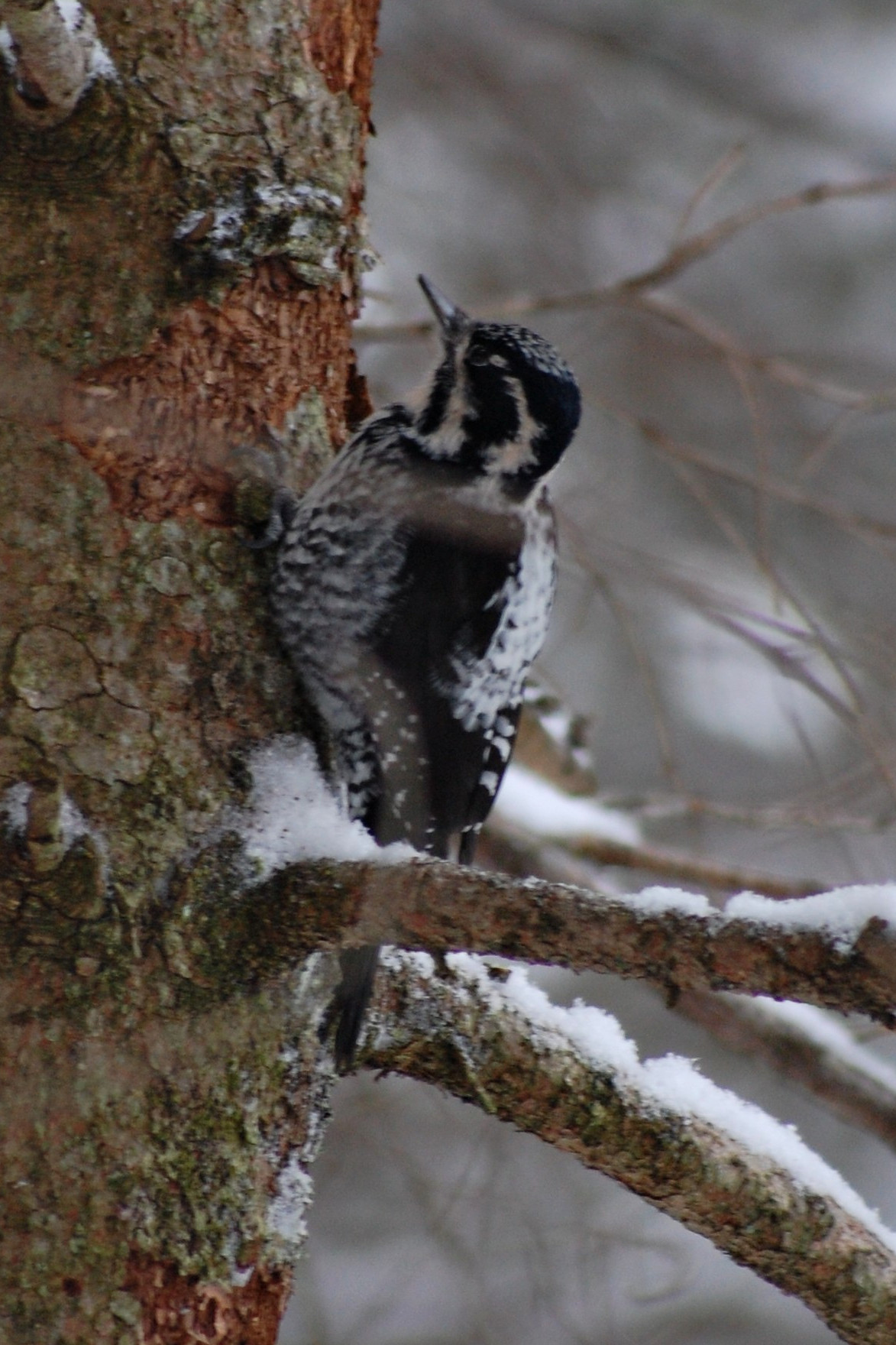
Weibchen bei der Futtersuche in den Chiemgauer Alpen

Die Unterart P. t. alpinus ist in mitteleuropäischen Nadelwäldern der submontanen und montanen (bis subalpinen) Stufe ein seltener und nur lückig verbreiteter Brutvogel. Schwerpunkte des Vorkommens liegen in Österreich in der Steiermark (vor allem in den Niederen Tauern sowie im Gebiet des Hochschwabs) und in Vorarlberg, hier vor allem im Bregenzer Wald und im Montafon. Die deutschen Brutgebiete konzentrieren sich im Schwarzwald, im württembergischen und bayerischen Allgäu, im Nationalpark Berchtesgaden und im Nationalpark Bayerischer Wald. Auch in der Schweiz ist die Art nur ein lokaler Brutvogel, dessen Vorkommen auf günstige Lagen innerhalb des Alpenhauptkammes beschränkt ist. Seit den 1990er Jahren sind auch Brutvorkommen im Schweizer Jura bekannt, deren Stabilität aber noch nicht absehbar ist.
Weitere gute und stabile Vorkommen bestehen in Tschechien und der Slowakei; in diesen Verbreitungsgebieten sind die nördlich der Hohen Tatra sowie nördlich der Beskiden brütenden Dreizehenspechte bereits mehrheitlich der Nominatform zuzuzählen. In Slowenien und Kroatien sowie im äußersten Norden Italiens dürfte die Art ebenfalls regelmäßig, wenn auch in geringer Anzahl brüten. Auch in den Höhenlagen des nördlichen und vor allem nordöstlichen Ungarns (Geschriebenstein, Matra-Gebirge) zählt P. t. alpinus sehr vereinzelt zur Brutvogelfauna.
Vertikal sind die Vorkommen im gesamten mitteleuropäischen Beschreibungsgebiet auf Höhenlagen zwischen 700 und 2000 Meter beschränkt, wobei die tiefstgelegenen Brutstandorte im südlichen Schwarzwald sowie im westlichen Niederösterreich bei etwa 600 Meter über NN liegen. Die höchstgelegenen Brutnachweise wurden in den südlichen Kalkalpen nahe 2000 Meter über NN erbracht.

## Lebensraum
Der Dreizehenspecht ist sehr stark an die Fichte gebunden, brütet aber auch, wenn auch in geringeren Dichten, in der Kiefernwaldtaiga beziehungsweise in Lärchen- und Arvenbeständen. In der nördlichen Taiga kommt er auch in reinen Birkenbeständen vor.
P. t. alpinus brütet fast ausschließlich in reinen Fichtenbeständen, nur gelegentlich kommt er auch in alten Reinbeständen der Gewöhnlichen Kiefer (Pinus sylvestris) und der Mazedonischen Kiefer (Pinus peuce) vor. Ideale Lebensräume bilden wenig bewirtschaftete Wälder mit großen Lichtinseln und einem großen Anteil an Tot- bzw. Schadholz. In den Niederungsgebieten werden feuchte, moorige Waldgebiete trockenen eindeutig vorgezogen, in den subalpinen Lagen Mittel- und Südeuropas sind es vor allem autochthone Fichtenwälder, die der Art ideale Lebensräume bieten.

## Nahrung
Der Dreizehenspecht ernährt sich vor allem von Insekten, die er durch Hacken oder Stochern aus der Rinde meist toter oder zumindest in ihrer Lebenskraft stark beeinträchtigter Bäume erbeutet. Larven, Puppen und unreife Imagines von  Borkenkäfer, Rüsselkäfer, Prachtkäfer, Bockkäfer sowie Holzwespen und Weidenbohrer spielen im Nahrungsspektrum der Art die größte Rolle.
Pflanzliche Nahrung wird vom Dreizehenspecht nur im geringen Maße aufgenommen. Möglicherweise werden bei Nahrungsknappheit oder als Ergänzungsnahrung regelmäßig Fichtensamen verzehrt.
Das Ringeln ist aber auch, wie bei anderen Buntspechten, für den Nahrungserwerb dieser Art wichtig. Wahrscheinlich werden Baumsäfte (und Baumharze) sogar in der Jungenaufzucht verwendet.

## Verhalten
Der Dreizehenspecht ist ein ausgesprochener Hack- und Kletterspecht. Die Aktivitätsperiode beginnt mit Sonnenaufgang und endet mit Sonnenuntergang, ausgesprochenes Schlechtwetter kann diese Periode etwas verkürzen.
In seinen Bewegungsabläufen gleicht der Dreizehenspecht weitgehend dem Buntspecht (Dendrocopos  major). Doch erscheinen bei ihm das spiralige Aufwärtshüpfen sowie das Stammabwärtsrutschen besonders leicht und spielerisch. Nur sehr selten ist dieser Specht auf dem Boden und auch auf liegenden Stämmen zu beobachten. Dort bewegt er sich durch zweibeiniges Hüpfen fort.
Der Flug ist ein kräftiger Bogenflug; in der Fallphase werden die Flügel eng an den Körper angelegt. Bei plötzlichen Wendungen sind deutliche Flügelgeräusche zu vernehmen.
Ruhe- und Putzphasen während des Tages (meist um die Mittagsstunden) verbringt der Specht an einem Stamm hängend. Zur Nachtruhe sucht er jedoch in den meisten Fällen eine Spechthöhle auf. Im Feind- und Aggressionsverhalten ähnelt die Art ebenfalls dem Buntspecht sehr, doch scheint sie etwas verträglicher zu sein. Dreizehenspechte sind verhältnismäßig wenig scheu. Oft lassen sie Menschen auf bis zu 5 Meter herankommen, bevor sie fliehen. Meist entfernen sie sich dann unauffällig, ohne das buntspechtübliche Schelten bzw. Keckern.
Dreizehenspechte, die ihr Brutrevier während der Wintermonate nicht verlassen, zeigen auch außerhalb der Brutzeit territoriales Verhalten. Dabei teilen sich Männchen und Weibchen oft das angestammte Brutrevier, wobei ein deutlich reduziertes Aggressionsverhalten zwischen den Partnern festgestellt wurde. Meist wird das Weibchen jedoch in die suboptimalen Bereiche abgedrängt.

### Wanderungen
Die meisten Dreizehenspechte sind Standvögel, die auch bei tiefen Temperaturen im Brutgebiet bleiben. Einige Populationen (vor allem die der zentral- und ostasiatischen Unterarten) scheinen Strichvögel bzw. Teilzieher zu sein. Dies dürfte auch auf die nearktischen Unterarten zutreffen, zumindest werden die nördlichsten Brutplätze in den Wintermonaten geräumt. Gelegentlich kommt es zu eruptiven Wanderungen ganzer Populationen, die Evasionscharakter annehmen können.
Die Jungvögel dismigrieren nach der sehr langen Führungszeit und offenbar starken Familienbindung meist nur in die nähere Umgebung, doch wurden nestberingte Jungvögel auch in relativ weiter Umgebung vom Brutstandort wiedergefunden.

## Brutbiologie

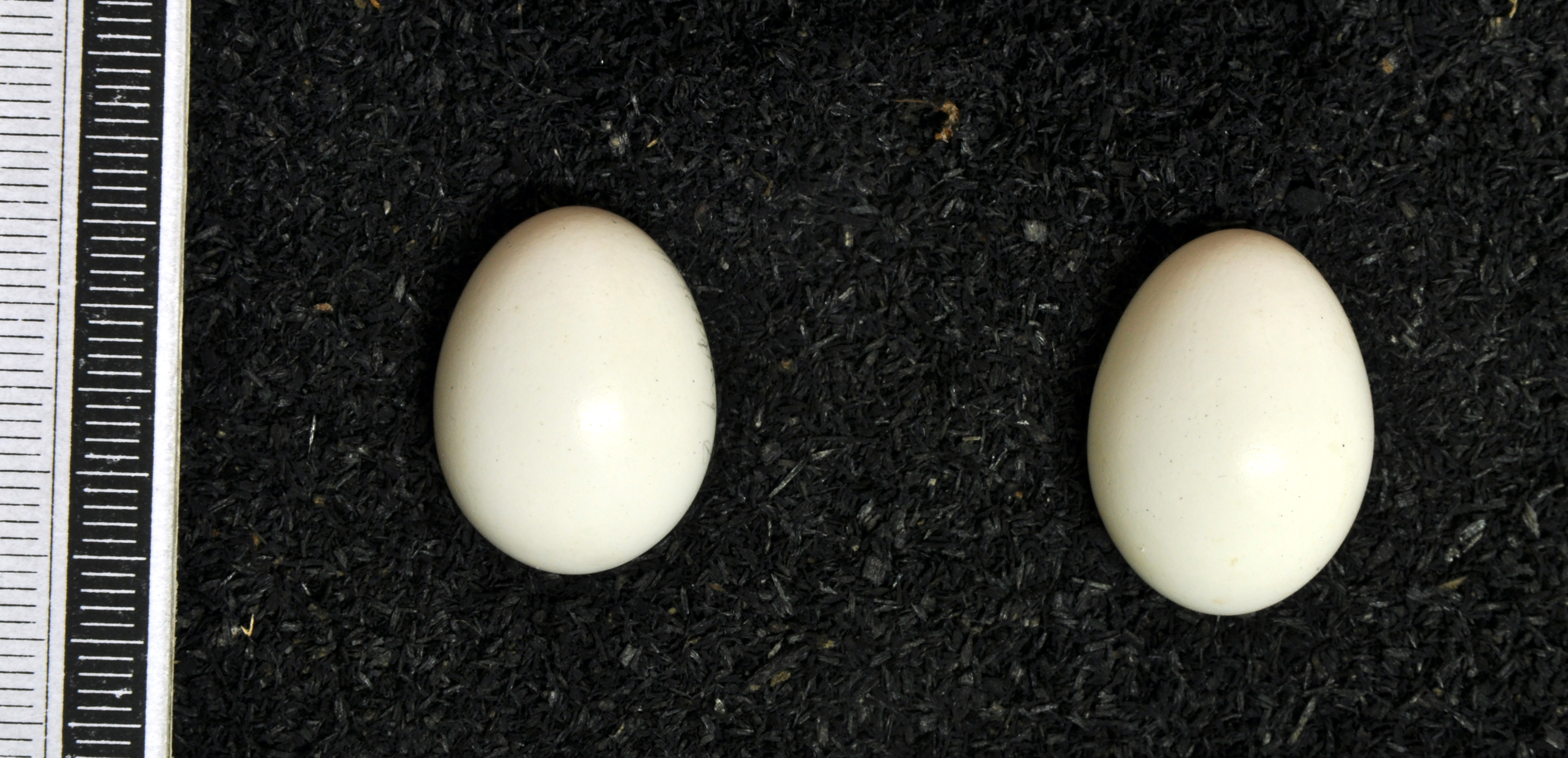
Gelege, Sammlung Museum Wiesbaden

Dreizehenspechte werden gegen Ende ihres ersten Lebensjahres geschlechtsreif; sie  führen eine monogame Brutsaisonehe. Die Partnerbindung scheint unabhängig von der Verfügbarkeit eines Alternativpartners auch außerhalb der Brutperiode recht stark zu sein. Wiederverpaarungen über mehrere Jahre hinweg wurden beobachtet. In solchen Fällen erlischt ein loser Zusammenhalt auch während der Wintermonate nicht gänzlich. Balz und Reviergründung können schon im Mittwinter beginnen und enden  höhenstufen-  und witterungsabhängig zwischen Anfang April und Ende Mai. Insgesamt sind Dreizehenspechte auch während dieser Zeit (abgesehen von langem und anhaltendem Trommeln) nicht besonders auffällig.
Dreizehenspechte legen jedes Jahr neue Bruthöhlen an, die allein das Männchen in tote oder absterbende Koniferen, meist Fichten, meißelt. Nur selten werden vorjährige Bruthöhlen oder solche von anderen Spechten benutzt.
Die drei bis fünf reinweißen, spitzovalen Eier werden auf den nur durch Hackspäne etwas aufgelockerten Höhlenboden abgelegt und unter regelmäßiger Ablösung etwa 12 Tage bebrütet. Bis die Nestlinge, die von beiden Eltern mit Nahrung und Pflege versorgt werden, die Bruthöhle verlassen, verstreichen bis zu 25 Tage; daran schließt sich eine auffallend lange Führungszeit an, die über einen Monat dauern kann und während der die Jungen anfangs regelmäßig, später aber nur mehr gelegentlich gefüttert werden.
Dreizehenspechte brüten in der Regel einmal im Jahr, nur bei Gelegeverlust kommt es regelmäßig zu Zweitbruten.

## Bestand und Bestandtrends
IUCN schätzt den Gesamtbestand sehr grob auf 5–50 Millionen Individuen innerhalb eines Verbreitungsgebietes von annähernd 15 Millionen Quadratkilometern. Europaweit werden die Bestände (vor allem wegen des Rückgangs der Nominatform) mit D (= depleted/ausgedünnt) bewertet. In der Schweiz, in Polen und in Tschechien wird die Art in den nationalen Roten Listen der Brutvögel geführt. Von vielen, insbesondere den  südostasiatischen Unterarten, sind keine genauen Angaben zur Bestandsentwicklung verfügbar. Auch aus den Hauptverbreitungsgebieten in Sibirien liegen weder Bestandszahlen noch Bestandseinschätzungen vor.
Die europäischen Bestände müssen sehr unterschiedlich beurteilt werden. Die Bestandsdichten der Nominatform in Skandinavien lichten sich seit den 1970er Jahren beständig auf, doch traten bisher keine Arealverluste auf. Verantwortlich dafür sind vor allem die Intensivierung der Forstwirtschaft sowie das Anlegen monotoner Altersklassenwälder, wodurch totholzreiche Altbestände zunehmend verschwinden. Auch rigorose forsthygienische Maßnahmen nach intensivem Borkenkäferbefall reduzieren die Lebensraumqualität dieser Art. In den übrigen nordosteuropäischen Staaten erscheinen die Bestände stabil zu sein, aus Estland wird sogar eine Zunahme gemeldet. Die Art kann kurzzeitig von Sturmereignissen sowie Borkenkäfergradationen  profitieren und vermag dann ihre Brutareale auszuweiten.
Die Unterart P. t. alpinus scheint ihr Brutgebiet in den letzten Jahrzehnten ausgedehnt zu haben. Vielleicht sind diese Wiederbesiedlungen lange verwaister Brutgebiete aber auch auf genauere Nachsuchen in den verschiedenen Kartierungskampagnen zurückzuführen.

## Belege